# Acanthodelta fontainei
Acanthodelta fontainei là một loài bướm đêm trong họ Noctuidae.